# Metoda Monte Carlo

Całkowanie metodą Monte-Carlo działa na zasadzie porównywania losowych próbek z wartością funkcji

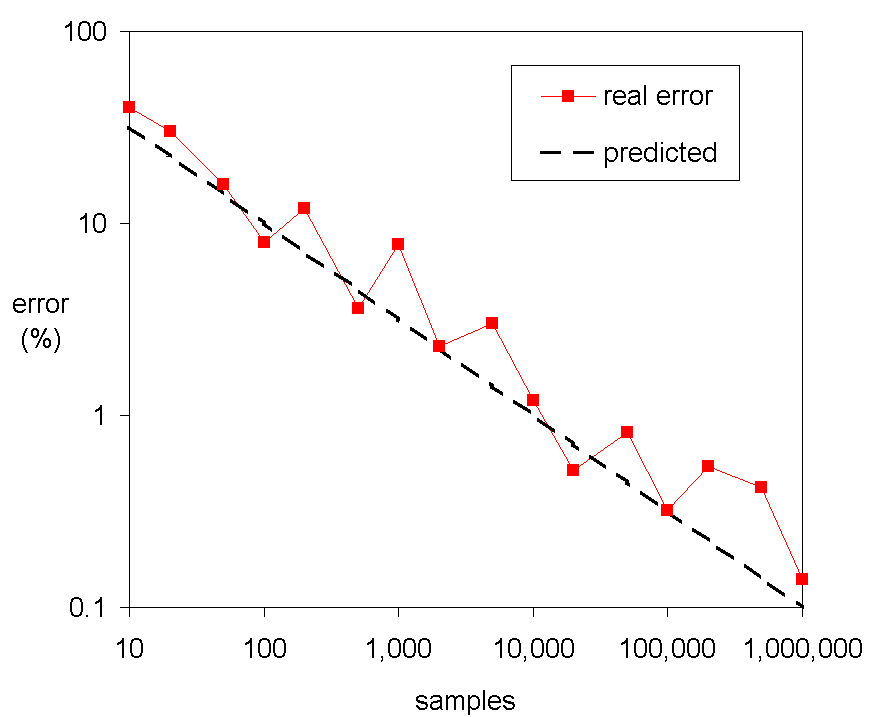
Błędy całkowania maleją odwrotnie proporcjonalnie do pierwiastka z liczby próbek, czyli

Metoda Monte Carlo (MC) – metoda stosowana do modelowania matematycznego procesów zbyt złożonych (obliczania całek, łańcuchów procesów statystycznych), aby można było przewidzieć ich wyniki za pomocą podejścia analitycznego. Istotną rolę w tej metodzie odgrywa losowanie (wybór przypadkowy) wielkości charakteryzujących proces, przy czym losowanie dokonywane jest zgodnie z rozkładem, który musi być znany.
Typowym przykładem może być modelowanie wyniku zderzenia cząstki o wysokiej energii z jądrem złożonym, gdzie każdy akt zderzenia elementarnego (z pojedynczym nukleonem jądra) modelowany jest oddzielnie poprzez losowanie liczby, rodzaju, kąta emisji, energii itp. cząstek wtórnych emitowanych w wyniku takiego zderzenia. Następnym etapem jest modelowanie losu każdej z cząstek wtórnych (w wyniku kolejnego losowania prawdopodobieństwa oddziaływania lub wyjścia z jądra). Kontynuując taką procedurę, można otrzymać pełny opis „sztucznie generowanego” procesu złożonego. Po zebraniu dostatecznie dużej liczby takich informacji można zestawić ich charakterystyki z obserwowanymi wynikami doświadczalnymi, potwierdzając lub negując słuszność poczynionych w całej procedurze założeń.
Metoda została opracowana i pierwszy raz zastosowana przez Stanisława Ulama.

## Przykład całkowania metodą Monte Carlo
Metodą Monte Carlo można obliczyć pole figury zdefiniowanej nierównością:
{\displaystyle x^{2}+y^{2}\leqslant R^{2},}
czyli koła o promieniu {\displaystyle R} i środku w punkcie (0,0).
1. Losuje się {\displaystyle n} punktów z opisanego na tym kole kwadratu – dla koła o {\displaystyle R=1} współrzędne wierzchołków (−1,−1), (−1,1), (1,1), (1,−1).
2. Po wylosowaniu każdego z tych punktów trzeba sprawdzić czy jego współrzędne spełniają powyższą nierówność (tj. czy punkt należy do koła).

Wynikiem losowania jest informacja, że z {\displaystyle n} wszystkich prób {\displaystyle k} było trafionych, zatem pole koła wynosi:
{\displaystyle P_{k}=P\ {\frac {k}{n}},}
gdzie {\displaystyle P} jest polem kwadratu opisanego na tym kole (dla {\displaystyle R=1{:}} {\displaystyle P=4}).

## Dokładność i poprawność metody Monte Carlo
Dokładność wyniku uzyskanego tą metodą jest zależna od liczby sprawdzeń i jakości użytego generatora liczb pseudolosowych. Zwiększanie liczby prób nie zawsze zwiększa dokładność wyniku, ponieważ generator liczb pseudolosowych ma skończenie wiele liczb losowych w cyklu. Przykładowo całkowanie tą metodą jest używane w przypadkach, kiedy szybkość otrzymania wyniku jest ważniejsza od jego dokładności (np. obliczenia inżynierskie).
Poprawność metody Monte Carlo w przypadku obliczania pól lub całek można udowodnić, stosując twierdzenie Picka (lub jego wielowymiarowe uogólnienia) do najlepszego wielokąta wpisanego w figurę, której pole chcemy obliczyć w przybliżeniu tzw. kryształu wirtualnego, tzn. regularnej siatki punktów o stałej sieci równej średniej odległości między wylosowanymi punktami. W nieskończonej granicy tych wielokątów i siatek metoda jest dokładna dla dowolnego kształtu.

## Zastosowanie w biznesie
Metoda bywa stosowana również w biznesie, a szczególnie w zarządzaniu projektami do zarządzania ryzykiem. Pozwala ocenić przy jakim czasie trwania projektu lub wysokości budżetu, osiągnie się określony poziom ryzykowności.

## Przykład obliczania liczby π metodą Monte Carlo w języku C++ (standard: C++11)
```
#include
 
<iostream>

#include
 
<random>

using
 
std
::
cout
;

using
 
std
::
cin
;

using
 
std
::
endl
;

int
 
main
()

{

    
// Generator liczb losowych

    
std
::
mt19937
 
gen
{
std
::
random_device
{}()};

    
// Rozklad jednorodny na przedziale -1.0 do 1.0

    
std
::
uniform_real_distribution
<
double
>
 
losuj
{
-1.
,
 
1.
};

    
int
 
punktow_w_kwadracie
 
=
 
0
;
// Liczba punktow w kwadracie

    
int
 
punktow_w_kole
 
=
 
0
;
     
// Liczba punktow w kole

    
// Liczby punktow mozemy przyjac jako dyskretna forme pola powierzchni,

    
// stad, im wiecej punktow zalozymy, tym lepsza dokladnosc liczby pi

    
cout
 
<<
 
"Podaj liczbe losowanych punktow: "
;

    
cin
 
>>
 
punktow_w_kwadracie
;

    
double
 
x
,
 
y
;

    
for
(
int
 
i
{
0
};
 
i
 
<
 
punktow_w_kwadracie
;
 
++
i
)

    
{

        
x
 
=
 
losuj
(
gen
);

        
y
 
=
 
losuj
(
gen
);

        
// Sprawdzamy czy wylosowany punkt o wspolrzednych (x, y)

        
// znajduje sie w kole o wzorze x^2 + y^2 <= 1

        
// Wzor ten okresla kolo wpisane w kwadrat na przedziale

        
// x i y = <-1, 1>

        
if
(
x
*
x
 
+
 
y
*
y
 
<=
 
1
)

        
{

            
// Akceptujemy punkty w kole

            
++
punktow_w_kole
;

        
}

    
}

    
// Wiemy, ze pole powierzchni kola wpisanego w kwadrat o boku 2

    
// wynosi dokladnie pi. Stosunek pola tego kola do kwadratu to

    
// pi/4. A wiec aby uzyskac przyblizenie liczby pi wystarczy

    
// policzyc stosunek punktow_w_kole do punktow_w_kwadracie razy 4

    
cout
 
<<
 
"Liczba punktow w kole = "
 
<<
 
punktow_w_kole
 
<<
 
endl
;

    
cout
 
<<
 
"Liczba punktow w kwadracie = "
 
<<
 
punktow_w_kwadracie
 
<<
 
endl
;

    
double
 
_PI_
 
=
 
4.
 
*
 
punktow_w_kole
 
/
 
punktow_w_kwadracie
;

    
cout
 
<<
 
"Szukana liczba pi = "
 
<<
 
_PI_
 
<<
 
endl
;

}

```